# Pierre-Henri Petitbon
Pierre-Henri Petitbon est né le 30 avril 1910 à Saint-Sever et décédé au combat le 1er juin 1940 lors de la bataille de Dunkerque. Il est un normalien, écrivain et journaliste français.

## Biographie
Il effectue sa scolarité au lycée Salinis d'Auch, où il remporte quatre prix au Concours général des écoles et lycées : en première, le 3e prix de français, le 2e prix de version grecque et le 2e prix de version latine ; en classe de philosophie, le 2e prix de philosophie.
Il intègre la classe préparatoire du lycée Louis-le-Grand où il passe deux ans, puis est reçu huitième au concours de l’École Normale Supérieure en 1929. Il en est diplômé 4 ans plus tard, agrégé de lettres. Il devient ensuite secrétaire puis secrétaire général adjoint de l'école. Au cours de sa scolarité à l’École Normale, il se lie d'amitié avec René Etiembleet devient le mentor d'Aimé Césaire.
Il écrit plusieurs articles pour Marianne en 1938 et 1939,,.
Mobilisé en 1939, il est lieutenant au sein du 7e régiment de tirailleurs marocains. Il perd la vie à bord d'un bateau lors de la bataille de Dunkerque et est déclaré Mort pour la France.

## Œuvre
- Taine, Renan, Barrès : étude d'influence, Les Belles Lettres[13] ;

1. ↑  « Pierre-Henri Petitbon (1910-1940) », sur data.bnf.fr (consulté le 24 août 2023)
2. ↑  « Dossier individuel de personnel de PETITBON, PIERRE DÉSIRÉ HENRI | Service historique de la Défense », sur www.servicehistorique.sga.defense.gouv.fr (consulté le 24 août 2023)
3. ↑  « Annales du concours général des lycées et collèges », sur data.bnf.fr (consulté le 23 janvier 2024)
4. ↑  « La Dépêche : journal quotidien », sur Gallica, 4 juillet 1926 (consulté le 23 janvier 2024)
5. ↑  « La Dépêche : journal quotidien », sur Gallica, 7 juillet 1927 (consulté le 23 janvier 2024)
6. 1 2  Jean-François Sirinelli, Génération intellectuelle - khâgneux et normaliens dans l'entre-deux guerres, Paris, Fayard, 1988, 722 p. (ISBN 2-213-02040-X, lire en ligne), p. 547
7. ↑  Jeanine Étiemble, Correspondance 1936-1959 : René Étiemble, Jules Supervielle, texte établi, annoté, préfacé par Jeanine Étiemble, SEDES, p. 8.
8. ↑  « Assemblée nationale - avril 2008 - Hommage à Aimé Césaire (1913-2008) », sur www.assemblee-nationale.fr (consulté le 26 janvier 2024)
9. ↑  « Marianne : grand hebdomadaire littéraire illustré », sur Gallica, 23 mars 1938 (consulté le 2 février 2024)
10. ↑  « Marianne : grand hebdomadaire littéraire illustré », sur Gallica, 25 mai 1938 (consulté le 2 février 2024)
11. ↑  « Marianne : grand hebdomadaire littéraire illustré », sur Gallica, 15 février 1939 (consulté le 2 février 2024)
12. ↑  Base des militaires décédés pendant la Seconde Guerre Mondiale, Service historique de la Défense, Caen, AC 21 P 127435.
13. ↑  Pierre-Henri Petitbon, Taine, Renan, Barrès : étude d'influence, Paris, Les Belles Lettres, 1934, 145 p. (lire en ligne)